# Dům teroru
Dům teroru (maďarsky Terror Háza) je muzeum v Budapešti, které se nachází na Andrássyho ulici v domě č. 60. Bylo otevřeno 24. února 2002. Je připomínkou obětí a dvou režimů (komunistického a režimu šípových křížů za druhé světové války), které byly součástí maďarských dějin 20. století.
Ředitelkou muzea je Mária Schmidt. Muzeum je členem evropské platformy Platform of European Memory and Conscience. Navštívili jej Zbigniew Brzezinski, Francis Fukuyama, Hayden White a také řada dalších státníků včetně bývalého českého prezidenta Miloše Zemana.

## Historie
Muzeum je umístěno v neorenesanční třípatrové rohové budově, která původně patřila židovské rodině Perlmutterů. Navrhl ji architekt Adolf Feszty. Vlastníkem byl Jakab Perlmutter, potom jeho příbuzní. Po smrti Izsáka Perlmuttera v roce 1932 měla připadnout místní židovské obci, ale zdědila ji nakonec vdova Izsáka Perlmuttera. O několik let později, v roce 1937, si dům pronajal Ferenc Szálasi. Původně měl v pronájmu jen část objektu, později jej získal celý.
V letech 1937 až 1944 sloužil dům jako sídlo a vězení Strany Šípových křížů - Hungaristického hnutí. Nesl oficiální název Dům věrnosti (maďarsky Hűség háza). Pořádaly se zde různé stranické sjezdy a události. Již tehdy nicméně v prostorech pod úrovní terénu byli vyslýcháni a mučeni maďarští antifašisté. Později také řada maďarských Židů.
Po skončení druhé světové války v domě sídlila maďarská politická policie (maďarsky Politikai Rendészeti Osztály/PRO); budovu si přímo vyžádal její ředitel Péter Gabor. Poté se zde usídlil komunistický Úřad pro ochranu státu (maďarsky Államvédelmi Hatóság, ÁVH). 
V suterénu vznikla přestavbami a postupnými rozšiřováními věznice a v dobách stalinismu zde probíhala četná mučení vězňů.[zdroj?] Její prostory se rozšiřovaly i pod sousední domy. Zatčen a vyslýchán zde měl být i József Mindszenty nebo János Kádár.
Po roce 1956 byla budova přeměněna na sídlo komunistického svazu mládeže (KISZ). Dislokována zde ale i řada dalších státních organizací, například podniky zahraničního obchodu. Pozůstatky po mučeních a sklepní místnosti byly zazděny a znepřístupněny. Odhaleny byly znovu až v 90. letech 20. století.
V roce 2000 rozhodla maďarská vláda tehdejšího premiéra Viktora Orbána o zřízení instituce, která by se věnovala paměti režimů 20. století. Diskuze nad ústavem tohoto typu probíhala již od 90. let. Budovu pro potřeby zřízení muzea odkoupila Nadace pro výzkum dějin a společnosti východní a střední Evropy.
Budova byla upravena pro potřeby nové instituce. Byla kompletně zrekonstruována jak zvenku, tak zevnitř. Podoba objektu je dílem architekta Atilly Ferenczfy Kovácse. Projekt rekonstrukce připravili János Sándor a Kálmán Újszázsy. Nápadná je hlavně černá exteriérová struktura, která odděluje fasádu domu od ostatních. Do ní je vyrytý nápis TERROR, který se odráží za jasného slunce na fasádě domu. Doplňuje jej symbol režimu šípových křížů a pěticípá hvězda. Kromě toho zde byly umístěny i další prvky, které brutálním způsobem zdůrazňují charakter obou minulých režimů. Do vnitřní části budovy byl navezen tank T-54. Expozice v jednotlivých patrech jako interaktivní.
Slavnostní otevření v roce 2002 vyvolalo velký zájem a zúčastnilo se jej značné množství lidí. Prohlídku první den absolvovalo na 130–150 tisíc lidí a poslední návštěvníci budovu opustili až ve dvě hodiny ráno následujícího dne. Od té doby se muzeum stalo navštěvovanou institucí v maďarském hlavním městě.
V roce 2022 oslavilo zvláštním programem 20 let své existence.

## Stálé expozice

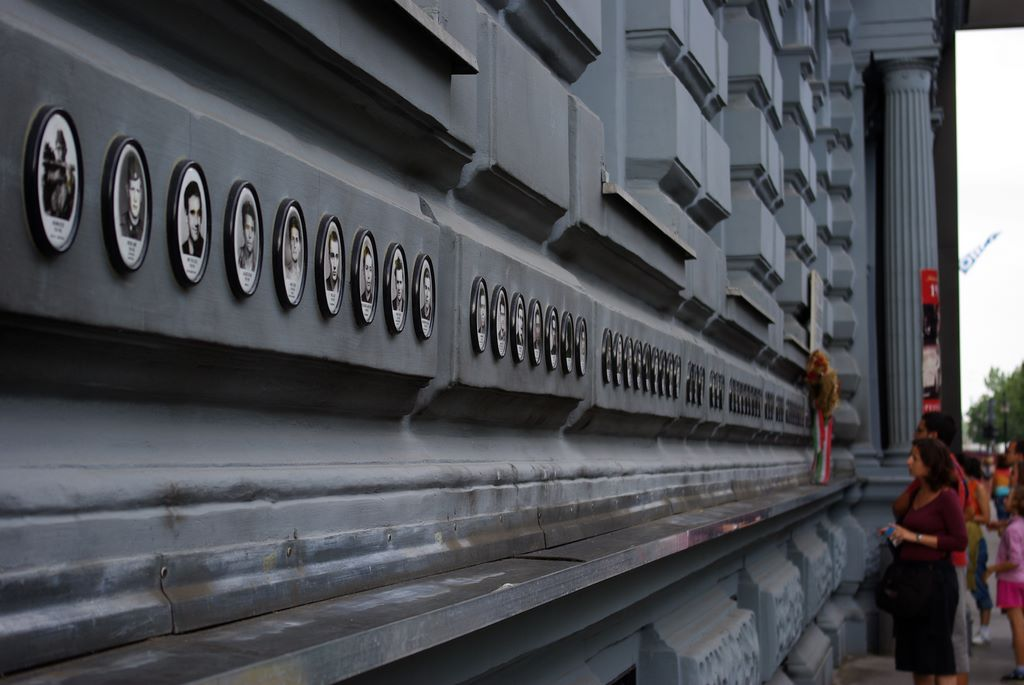
Fotografie obětí na zdi Domu teroru

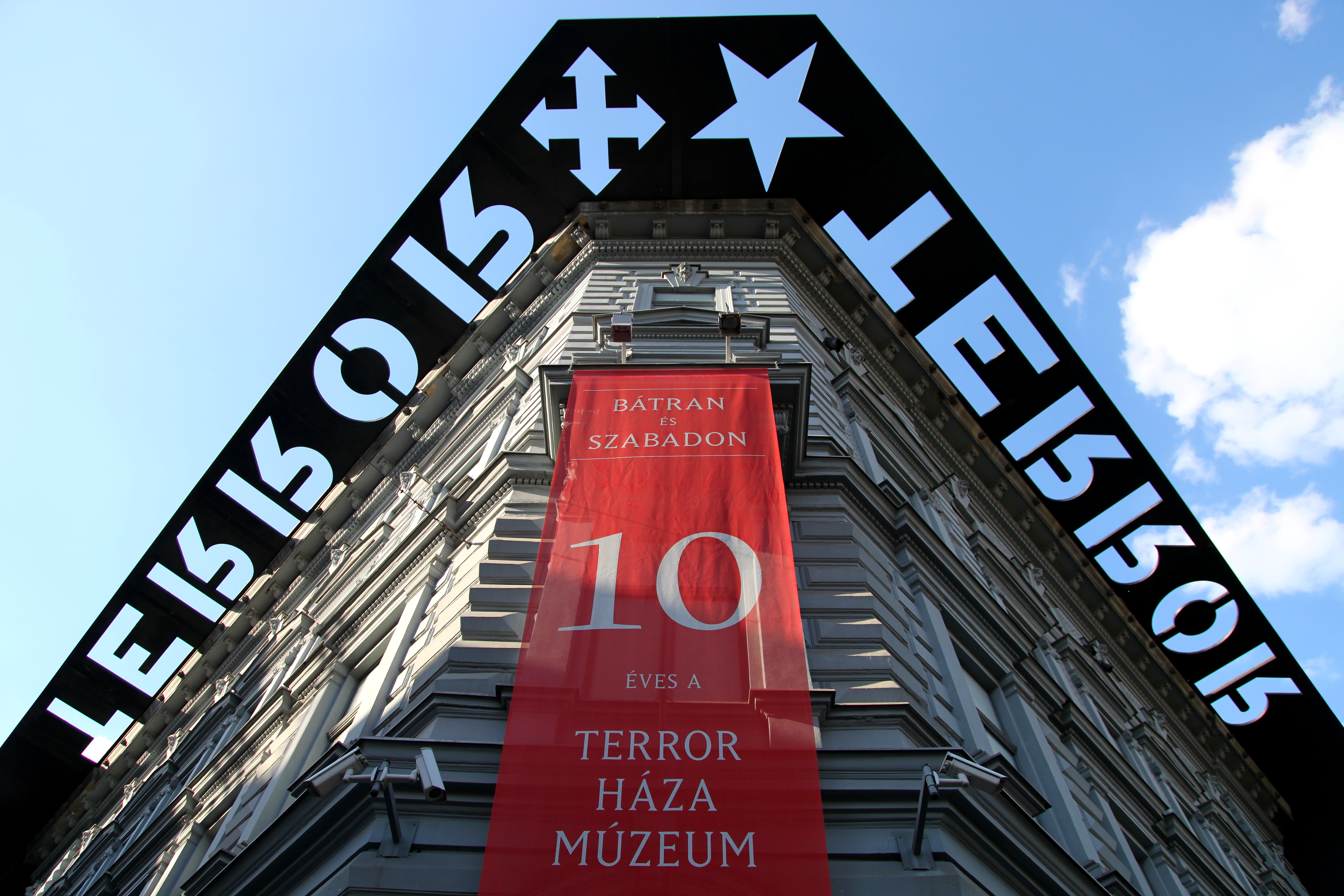
Roh domu.

Dům teroru obsahuje stálé expozice vztahující se k fašistickému a komunistickému teroru v Maďarsku. Je též pomníkem obětem tohoto teroru.
Stálá expozice mimo jiné zahrnuje materiály, které se týkají vztahů Maďarska s nacistickým Německem a také Sovětským svazem. Rovněž zahrnuje exponáty, které se týkají tehdejších organizací, ať už je to strana Šípových křížů, nebo tajné policie ÁVH. Část expozice je umístěna v suterénu, kde se nacházejí cely, které sloužily k mučení vězňů ze strany tajné policie. Vystaveny jsou také mučící nástroje. Velká část místností je věnována 40 letům komunistické diktatury, především 50. letům 20. století.
Hudbu k výstavě napsal bývalý frontman Bonanza Banzai a producent Ákos Kovács. Návštěvníkům není dovoleno uvnitř budovy fotografovat a používat videokamery. Muzeum má popisky v maďarštině a angličtině.

## Dočasné expozice
Kromě stálé expozice bývají k vidění i dočasné výstavy, např. zaměřené na osobnosti George Orwella a Arthura Koestlera. První dočasná expozice byla roku 2002 věnována Panevropskému pikniku a od té doby se jich uskutečnilo několik desítek. V domě jsou také pořádány různé konference.
Pořádají se zde různé vzpomínkové akce při různých výročích a dalších příležitostech.

## Kritika
Podle maďarsko-německé kulturní historičky Magdaleny Marsovszky je koncepce Domu teroru založena na líčení Maďarů jako bezmocných a nevinných obětí cizích mocností, což neodpovídá skutečnosti. Současně Dům teroru vytěsňuje období, která se do této koncepce nehodí – stálé expozice začínají dokumentovat až období od října 1944, kdy se pučem dostala k moci Strana Šípových křížů, a předchozí antisemitské a nacionalistické období za vlády Horthyho není ani jednou zmíněno.